# Oxidasa
L'oxidasa és un enzim que catalitza una reacció d'oxidació/reducció emprant oxigen molecular (O₂) com acceptor d'electrons. En aquestes reaccions l'oxigen es redueix a aigua (H₂O) o peròxid d'hidrogen (H₂O₂). Les oxidases són una subclasse de les oxidorreductasas.

## Exemples
Un exemple important és el citocrom C oxidasa, un enzim essencial que permet als organismes emprar oxigen en la generació d'energia i que és el compost final de la cadena transportadora d'electrons. Altres exemples són: 
- Glucosa oxidasa
- Monoamina oxidasa
- Citocrom P450 oxidasa
- NADPH oxidasa
- Xanthina oxidar
- L-gulonolactona oxidasa
- Laccasa
- lysyl oxidasa

## Prova de l'oxidasa
En microbiologia la prova de l'oxidasa s'utilitza com una característica fenotípica en la identificació de soques bacterianes ja determina si el bacteri produeix citocrom oxidasa (i per tant utilitza oxigen a la cadena de transport d'electrons. Els bacteris que han d'utilitzar oxigen s'anomenen aeròbies, i les que poden utilitzar oxigen però també altres compostos s'anomenen anaeròbies facultatives.
La prova de l'oxidasa s'usa sobretot per:
- Identificar totes les espècies de Neisseria (+)
- Diferenciar Pseudomonas dels membres oxidasa negatius de les enterobacteries.

El reactiu de l'oxidasa més recomanat és la solució aquosa a l'1% de diclorhidrat de tetrametil-p-fenilendiamina (reactiu de Kovacs). És menys tòxic i molt més sensible que el corresponent compost dimetil (reactiu de Gordon i McLeod), però és més car. Aquest reactiu tenyeix les colònies oxidasa positives de color lavanda que vira gradualment a porpra-negrós intens.

### Realització de la prova
1. Mètode en placa directa 
Afegeix directament 2-3 gotes de reactiu a algunes colònies. No inundar tota la placa i no invertir.
Observar els canvis de color. Amb el reactiu de Kovacs la reacció es produeix en uns 10-15 segons, mentre que amb el de Gordon i McLeod és dins dels 10-30 minuts.
2. Mètode indirecte sobre paper 
Col·locar un tros de paper de filtre de 3x3cm aproximadament en una placa de Petri.
Afegeix 2-3 gotes del reactiu de Kovacs al centre del paper.
Estendre amb la nansa de sembra una colònia sobre el paper impregnat.
La reacció de color positiva es produeix als 5-10 segons.